# 雅典通訊社
雅典通訊社是希臘兩大通訊社之一。雅典通訊社成立於1895年，當是的名字Stefanopoli Telegraphic Agency。1905年，雅典開始資助通訊社的營運，通訊社正式易名為現今的名稱。雅典通訊社在網上通過希臘語、法語、英語和俄語向全世界發佈消息。